# Отвъд широката Мисури
„Отвъд широката Мисури“ (на английски: Across the Wide Missouri) е американски уестърн филм, излязъл по екраните през 1951 година, режисиран от Уилям Уелман с участието на Кларк Гейбъл в главната роля.

## Сюжет
През 1830 г. траперът Флинт Мичъл и други бели отиват да ловуват и залагат капани в безименните тогава територии на Монтана и Айдахо, където обитават Блекфут (Чернокраките/Сиксикау) и Нез Пърс (Не Персе/Нимиипуу). Флинт се оженва за красивата индианка от племето Блакфут (Сиксикау), след тежък пазарлък с баща й, надявайки се, че това ще му осигури достъп до богатите земи на нейните съплеменници, но с течение на времето установява, че жена му е придобила за него значение, доста по-голямо от пропуск към бобровите селения.

## В ролите
| Актьор             | Роля                                 |
| ------------------ | ------------------------------------ |
| Кларк Гейбъл       | Флинт Мичъл                          |
| Джон Ходяк         | Брекан                               |
| Рикардо Монталбан  | Желязната риза, вожд на чернокраките |
| Джеймс Уитмор      | Олд Бил                              |
| Мария Елена Маркес | Камия, принцеса на чернокраките      |
| Адолф Менжу        | Пиер, френски трапер                 |
| Джей Карол Неш     | Огледалото, вожд на Нез Пърс         |
| Джак Холт          | Мечи дух, шаман на чернокраките      |
| Алан Напие         | Капитан Хъмбърстоун Лион             |
| Джордж Чандлър     | Гоуи (асистент на Лион)              |
| Ричард Андерсън    | Дик Ричардсън                        |